# 1686 en France
Chronologie de la France
- 1682
- 1683
- 1684
- 1685
- 1686
- 1687
- 1688
- 1689
- 1690

Cette page concerne l’année 1686 du calendrier grégorien.

## Événements
- 12 janvier : édit instituant le rapt des enfants protestants de cinq à seize ans pour les faire éduquer chez des tuteurs catholiques[1].
- 31 janvier : sous la pression de la France, Victor-Amédée II de Savoie interdit le protestantisme dans ses États[2].

- 8 mars : achevé d’imprimer de l’Entretiens sur la pluralité des mondes de Fontenelle[3].
- 28 mars : inauguration de la place des Victoires à Paris, à la gloire de Louis XIV[4].

- 9 avril : un nouvel édit du duc de Savoie ordonne aux Vaudois de quitter le Piémont dans les vingt jours ; les Vaudois rassemblés à Rocheplatte le 14 avril décident de prendre les armes[2].
- 22 avril : début de la répression de la révolte des Vaudois dans les vallées piémontaises par les troupes françaises. Les dragons du maréchal Catinat entrent en Piémont par le val Cluson, tandis que les Piémontais marchent sur Angrogna. Les Vaudois sont écrasés par Catinat le 14 mai sur la montagne du Vandalin et doivent accepter l’exil en Suisse[2].

- 28-29 mai : carrousel d’Alexandre et Thalestris ou des Galantes Amazones, spectacle donné dans la cour des Grandes écuries du château de Versailles[4].

- 9 juin : fête de la Sainte-Trinité. Douze religieux prononcent les premiers vœux de la congrégation religieuse laïque des Frères des écoles chrétiennes, vouée à l’éducation des milieux populaires, fondé par Jean-Baptiste de la Salle dans l’oratoire de la rue Neuve, à Reims[5].

- 9 juillet : création de la ligue d’Augsbourg contre la France[6].

- 18 et 28 juin : enregistrement des lettres patentes confirmant la fondation de la maison royale de Saint-Louis, où sont éduquées des jeunes filles nobles mais sans fortune. Du 26 juillet au 1er août, les pensionnaires, appelées « Demoiselles de Saint-Cyr », font leur entrée en grande pompe dans l’établissement fondé à Saint-Cyr par Madame de Maintenon[7].

- Sécheresse estivale. Migration de sauterelles dans le Sud de la France[8].

- 14 août : Jean Bart devient capitaine de frégate[9].

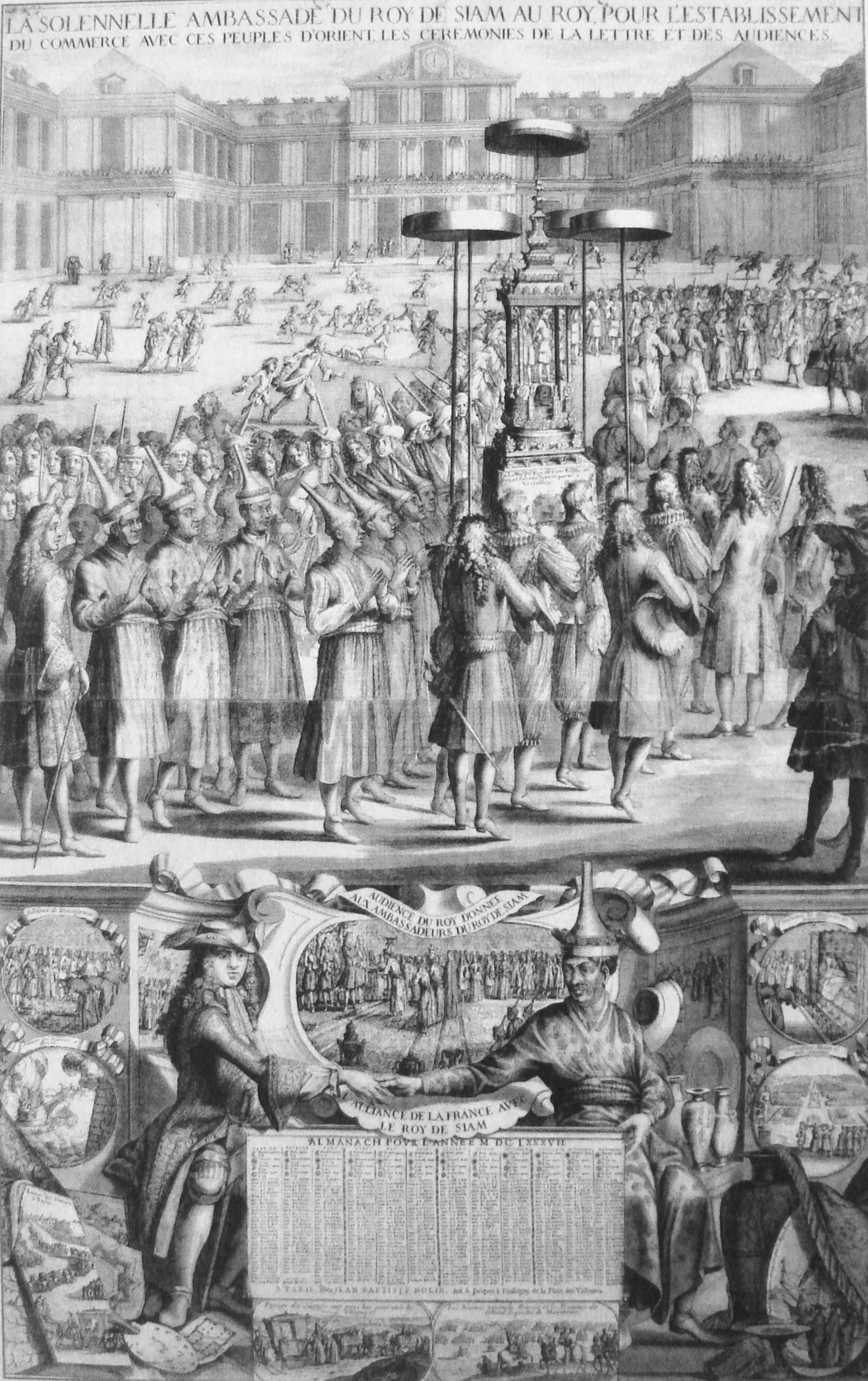
ambassade du Siam à Versailles. Almanach de 1687.

- 1er septembre : ambassade du Siam à Versailles[10].

- 18 novembre : Louis XIV est opéré d’une fistule anale par le chirurgien Charles-François Félix[11].

- 11 décembre : mort du Grand Condé à Fontainebleau. Bossuet est chargé de rédiger son oraison funèbre[12]. Son fils Henri-Jules de Bourbon-Condé devient prince de Condé.

- Fondation du Café Procope  à Paris. Il devient, au XVIIIe siècle, l’un des lieux de discussions entre intellectuels des Lumières[13].